# Суртсгедлір

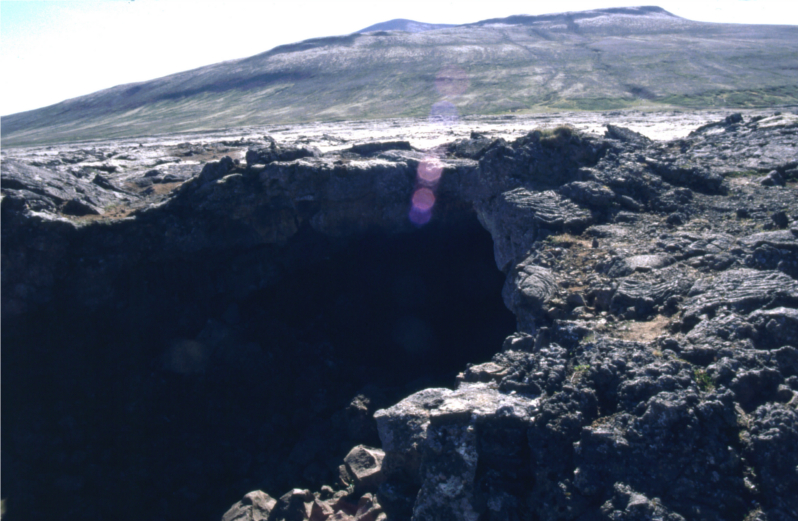
Вхід у Суртсгедлір на лавовому полі Хадльмюндархрьойн

Суртсгедлір (ісл. Surtshellir) — лавова печера, розташована в західній частині Ісландії, приблизно за 60 км від міста Боргарнес. Досягаючи милі в довжину, є найдовшою з таких печер Ісландії. Перший докладний опис печери дав Еггерт Оулафссон під час подорожі цією місцевістю в 1750-х роках. Названо печеру на честь вогняного велетня Сурта, володаря Муспельгейма.
Печера має вулканічне походження, внутрішні стіни складено склистими шарами магми й базальту. Найбільша висота склепіння становить 10 м, ширина тунелів досягає 15 м. Підлога печери покрита листами льоду та фрагментами затверділої лави; багато натічних утворень. Висота склепіння змінюється вздовж печери, становлячи на її дальньому краю 2-4 м.

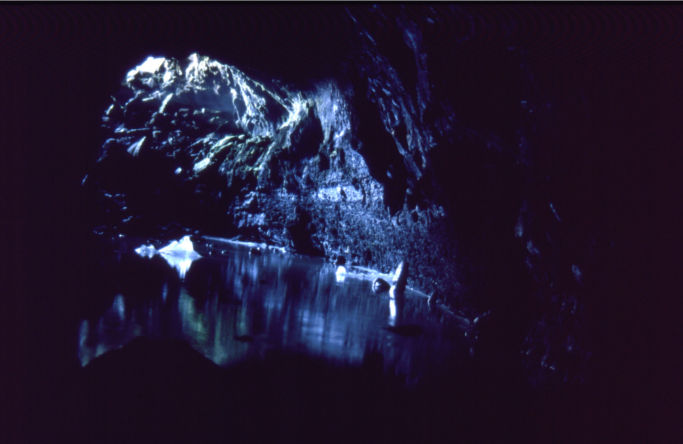
Вхід до печери, вигляд зсередини

У X столітті печера служила притулком для вигнанців і злочинців, які викрадали худобу у фермерів і пастухів. Доказами колишньої населеності є кістки спожитих овець і биків, виявлені в деяких тунелях. Один із тунелів мав двері, створені руками людини.
Печера довгий час була джерелом забобонів для ісландців, які населяли навколишні гори. Еггерта Оулафссона попереджали про привидів, що мешкали в печері. Казали, що в печері раніше мешкав сам Сурт.
Суртсгедлір розташована неподалік від іншої лавової печери, Стефаунсгедлір.